# L'erede (Zimmer Bradley)
L'erede (The Inheritor, 1984) è un romanzo dell'autrice statunitense Marion Zimmer Bradley, pubblicato in Italia da Longanesi nel 2004. 
Appartiene al Ciclo delle avventure nel paranormale, e fa parte della prima serie in tre volumi Dark Satanic, la maledizione e Witch Hill, la confessione della strega.
La trilogia è poi proseguita negli anni novanta con un nuovo ciclo di quattro volumi, che riprendono una vecchia passione dell'autrice: i romanzi con forti accenti di occultismo ed elementi inerenti ai generi gotico e paranormale. 

## Trama
San Francisco. Fine degli anni settanta. Leslie Barnes ha finalmente trovato la casa dei suoi sogni, ampia, spaziosa, un po' fuori dal centro della città ma con una bella vista sul Golden Gate: tutto sembra perfetto. Non fosse per quegli strani sogni, sensazioni, visioni che l'hanno spinta a rifugiarsi proprio qui. 
La scelta di cambiare vita sembra la più azzeccata, ma quando scopre che anche questo non è servito a niente inizia a tormentarsi sui motivi di queste strane sensazioni che percepisce. La casa sembra addirittura amplificarle. Scopre così che Alison Margrave, la precedente proprietaria, era dedita alla parapsicologia e al servizio della Verità e della Luce, anche lei appartenente ai Guerrieri della Luce, e che poco prima di morire si era messa in testa l'idea di trovare un erede alla sua causa, dopo che il suo precedente prescelto l'aveva tradita.

## Edizioni
- Marion Zimmer Bradley, L'erede, Longanesi,  pp. 400, cap. 24, ISBN 88-304-1616-9.